# Atlantic Rhapsody – 52 Bilder aus Tórshaven
Atlantic Rhapsody – 52 Bilder aus Tórshaven (färöisch: Tórshavn rapsodi – 52 myndir úr Tórshavn) von Katrin Ottarsdóttir ist der erste Spielfilm von den Färöern in der Geschichte. Er wurde 1989 uraufgeführt.
Wie der Titel andeutet, handelt es sich bei diesem dokumentarischen Spielfilm um 52 Episoden aus der Hauptstadt Tórshavn, die ineinander verschachtelt erzählt werden. Er kündet feinfühlig vom Leben und Streben, Tod und Geburt der Insulaner.
1989 erhielt der Film auf den Nordischen Filmtagen in Lübeck den Preis der Nordischen Filminstitute.